# 维克多·克拉夫特
维克多·克拉夫特（Victor Kraft，1880年7月4日—1975年1月3日）是一位奥地利哲学家、维也纳学派成员。奥地利科学院院士。
维克多·克拉夫特曾在维也纳大学学习哲学、地理和历史。德奧合併后，维克多·克拉夫特因為妻子有犹太人背景而被迫辞去大學图书管理员，他也不再是大学教师。1945年，他重新在大学图书馆任职。他還是维也纳大学科学哲学讲座教授。他一直都在推广科学哲学。